# Amegilla yunnanensis
Amegilla yunnanensis es una especie de abeja excavadora perteneciente al género Amegilla, categorizada en la tribu Anthophorini, de la subfamilia Apinae. Fue descrita científicamente por Wu en 1983.
Mide aproximadamente entre 15-17 mm de longitud, cuenta con pelaje amarillo y negro en la zona del tórax. Es muy parecida a Amegilla amymone.

## Distribución
La especie se distribuye por Asia, en China, en la provincia de Yunnan.